# Бакинское колесо обозрения
Бакинское колесо обозрения (азерб. "Şeytan çarxı" attraksionu) — колесо обозрения высотой 60 метров, расположенное в столице Азербайджана, в городе Баку, в новой бульварной части Приморского национального парка, протянувшейся до площади государственного флага.

## История
Строительство колеса обозрения по проекту голландской компании Dutch Wheels началось в сентябре 2013 года. До этого времени в Баку уже действовало колесо обозрения, высота которого составляла лишь 30 метров. Ожидалось, что колесо обозрения будет сдано в эксплуатацию в ноябре-конце декабря 2013 года. Задержку в сдаче заместитель начальника Управления приморским бульваром при Кабинете Министров Назим Меджидов объяснил необходимостью провести испытания множества аспектов аттракциона. В феврале 2014 года нидерландская компания, специализирующаяся на установке таких аттракционов, проводила испытание колеса обозрения.
Наконец, 10 марта 2014 года состоялось открытие колеса обозрения. На церемонии открытия приняли участие президент Азербайджана Ильхам Алиев и его супруга Мехрибан Алиева.
12 марта 2014 года в 11 часов утра колесо обозрения открылось для жителей и гостей Баку.

## Колесо обозрения в цифрах
Полный круг колесо обозрения совершает за 10-30 минут в зависимости от заданной скорости.
Высота колеса обозрения составляет 60 метров.
Колесо обозрения насчитывает 30 кабинок. Каждая кабинка рассчитана на 10 человек.
Билеты на колесо обозрения стоят от 5 до 7 манатов в зависимости от возраста: для детей от 6 до 12 лет — 5 маната, для лиц старше 12 лет — 7 манатов. Дети до шести лет могут воспользоваться аттракционом бесплатно.